# Rio Jacaré (Rio das Cinzas)
Der Rio Jacaré (auch Rio Jacarezinho genannt) ist ein etwa 157 km langer Nebenfluss des Rio das Cinzas im Nordosten des brasilianischen Bundesstaats Paraná.

## Etymologie und Geschichte
Jacaré bedeutet Alligator, der Alternativname Jacarezinho als dessen Verkleinerungsform bedeutet Kleiner Alligator.

## Geografie

### Lage
Das Einzugsgebiet des Rio Jacaré befindet sich auf dem Segundo Planalto Paranaense (Zweite oder Ponta-Grossa-Hochebene von Paraná). Weiter durchfließt er den Terceiro Planalto Paranaense (Dritte oder Guarapuava-Hochebene von Paraná).

### Verlauf
Sein Quellgebiet liegt im Munizip Siqueira Campos auf 617 m Meereshöhe etwa 6 km östlich der Ortschaft Quatiguá in der Nähe der PR-092.
Der Fluss verläuft in nordwestlicher Richtung. Er fließt auf der Grenze zwischen den Munizipien Barra do Jacaré und Santo Antônio da Platina von rechts in den Rio das Cinzas. Er mündet auf 386 m Höhe. Die Entfernung zwischen Ursprung und Mündung beträgt 63 km. Er ist etwa 157 km lang.

### Munizipien im Einzugsgebiet
Am Rio Jacaré liegen die sechs Munizpien
beidseits: Siqueira Campos, Joaquim Távora
links: Quatiguá, Santo Antônio da Platina
rechts: Jacarezinho,  Barra do Jacaré   

### Zuflüsse
Die wichtigsten der Nebenflüsse sind:
rechts:
- Côrrego Barracão
- Côrrego Guavirova
- Ribeirão do Meio
- Ribeirão Monjolinho
- Côrrego Taquara

links:
- Ribeirão das Araras
- Ribeirão Barra Mansa
- Côrrego Barreira
- Ribeirão Guajuvira

### Wasserfall
Im Munizip Jacarezinho bildet der Fluss etwa 15 km östlich von Santo Antônio da Platina unterhalb der Mündung des Ribeirão do Meio an der Kante der Ponta-Grossa- zur Guarapuava-Hochebene den Wasserfall Salto do Jacaré.